# Майкаїн
Майкаї́н (каз. Майқайың) — селище у складі Баянаульського району Павлодарської області Казахстану. Адміністративний центр Майкаїнської селищної адміністрації.
Населення — 7459 осіб (2021; 8761 у 2009, 9224 у 1999, 10056 у 1989).
Станом на 1989 рік селище мало статус селища міського типу.